# Tomas Skogsberg
Tomas Skogsberg ist ein schwedischer Musikproduzent und Toningenieur. Er gilt als einer der wichtigsten Produzenten des Death-Metals. Vor allem prägte er die schwedische Szene mit, die Ende der 1980er-Jahre neben der US-amerikanischen mitbestimmend für die Entwicklung des Genres war. Der Klang seines Sunlight Studios in der schwedischen Hauptstadt wurde auch als „Sunlight-Sound“ oder „Stockholm-Sound“ bekannt.

## Werdegang
Die erste Produktion von Skogsberg war 1988 die Band Morbid des späteren Mayhem-Sängers Dead und der späteren Entombed-Bandmitglieder Lars-Göran Petrov und Uffe Cederlund, genauer deren zweites Demo Last Supper. Damals gab es den Genrebegriff Death Metal noch nicht. Skogsberg erfüllte der Band nach eigenen Angaben den Wunsch, sie „so brutal und schmutzig wie möglich“ klingen zu lassen. Allerdings wurde der Sound auch als „konfus und unfokussiert“ beschrieben, Skogsberg zu jener Zeit als „überfordert“. Als Vorbild für seine Arbeit insgesamt nannte Skogsberg Rick Rubin.
Zu den wichtigsten Produktionen zählte in der Folge Entombeds Debüt Left Hand Path, das als stilprägend gesehen wird und den „Sunlight Sound“, zu dessen Merkmalen in den Vordergrund produzierte tiefer gestimmte Gitarren sowie ein differenzierter Schlagzeugsound gehören, entstehen ließ. Der Klang stammt jedoch vom Nihilist-Gitarristen Leif „Leffe“ Cuzner und entstand bei der Aufnahme des zweiten Nihilist-Demos Only Shreds Remain. Nihilist-/Entombed-Gitarrist Nicke Andersson, der später mit seiner Band The Hellacopters das Debütalbum Supershitty to the Max! und Payin’ the Dues dort aufnahm, sagte zudem, die Band sei nur ins Sunlight Studio gegangen, weil Morbid dort gewesen waren, das Schlagzeug auf dem Demo habe „furchtbar“ geklungen.
Durch die Wirkung von Left Hand Path und dem Nachfolger Clandestine wurde Skogsberg jedoch alsbald international gefragt. Als beste Produktion bezeichnete er neben Left Hand Path auch Entombeds Drittwerk Wolverine Blues, das zum Ausgangspunkt des Subgenres Death ’n’ Roll wurde. Etwa 1993 hatte er ein professionelles Studio-Set-Up zusammengestellt. Ab dieser Zeit sah er sich selbst aber nach eigener Aussage auch der Gefahr der Wiederholung ausgesetzt, die er auch bei seinem US-amerikanischen Kollegen Scott Burns kritisierte. Er bezeichnete sich als „Underground-Typ“, der „organische Produktionen“ bevorzugt und „MTV-Metal“ ablehnt. Skogsbergs Sound beeinflusste die schwedische Metal-Musik insgesamt, so auch den Anfang bis Mitte der 1990er-Jahre entstehenden Melodic Death Metal. Er ist bis heute aktiv und produziert Death-Metal-Bands. Seine neueste Produktion ist ein  Album der deutsch-schwedischen Death-Thrash-Metal-Band Protector.